# Camp de concentration d'Osthofen
Pour la municipalité voisine, voir Osthofen.

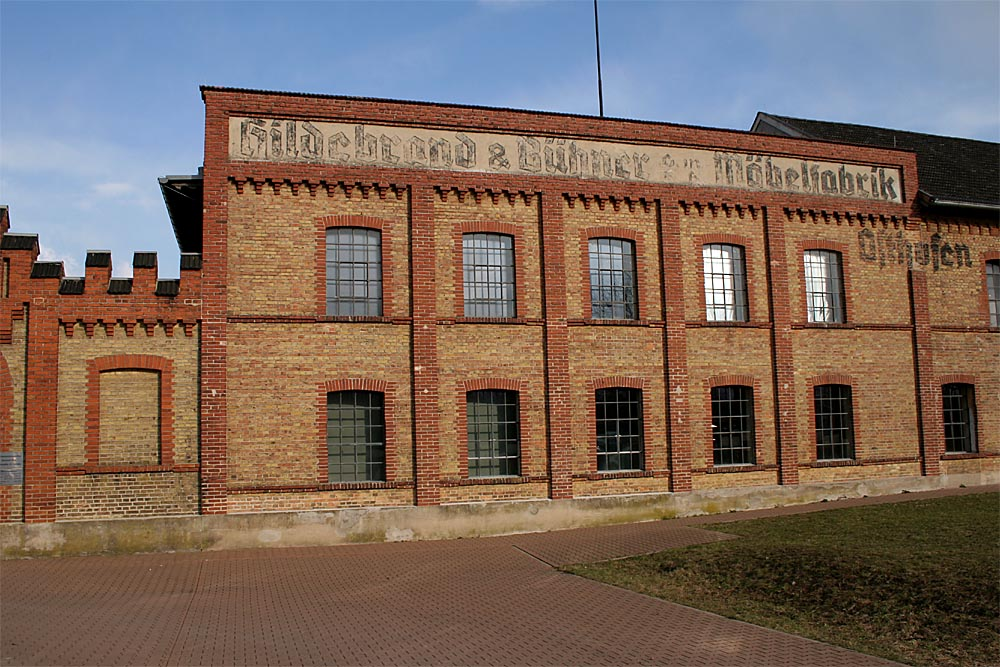
Vue partielle du camp.

Le camp de concentration d'Osthofen, en Rhénanie-Palatinat dans la commune d'Osthofen, a fonctionné de 1933 à 1934.
Le 28 février 1933, un jour après l'incendie du Reichstag, le Reichpräsident Paul von Hindenburg a publié une "Ordonnance pour la protection du peuple et de l'État" en défense contre les "actes de violences communistes mettant en danger la sécurité de l'État". Cette ordonnance créait de fait un état d'urgence qui permettait aux Nazis d'emprisonner les opposants politiques sans inculpation ni preuves. Les premières victimes ont été les membres du Parti communiste d'Allemagne et en premier lieu les membres permanents de ce parti. Des sociaux-démocrates, des syndicalistes et des membres d'associations dissoutes, comme la "Reichsbanner Schwarz-Rot-Gold" et le "Eiserne Front", y ont été également détenus.
Des juifs ont aussi été poursuivis surtout s'ils appartenaient à un groupement politique de gauche. À partir du milieu de l'année 1933, des membres du Parti centriste, des catholiques, des adventistes du septième jour, des Témoins de Jéhovah et d'autres adversaires du Troisième Reich y ont été également enfermés.
Beaucoup d'anciens détenus conservaient l'espoir que la dictature nazie ne durerait que peu de temps et qu'ils pourraient reprendre une activité politique. D'autres ont fui en exil ou sont partis combattre en Espagne contre la dictature franquiste Pour la plupart cependant, la terreur n'était pas finie. Ils furent surveillés par la  Gestapo, de nouveau arrêtés et interrogés. Quelques-uns se retrouveront plus tard à Dachau, Buchenwald, Emsland, Mauthausen ou dans la compagnie pénitentiaire 999.

## Représentation littéraire
Voir Anna Seghers

## Source
- (de) Cet article est partiellement ou en totalité issu de l’article de Wikipédia en allemand intitulé « KZ Osthofen » (voir la liste des auteurs).